# Gasterosteus gymnurus
Gasterosteus gymnurus är en fiskart som beskrevs av Cuvier 1829. Gasterosteus gymnurus ingår i släktet Gasterosteus och familjen spiggfiskar. IUCN kategoriserar arten globalt som livskraftig. Arten har ej påträffats i Sverige. Inga underarter finns listade i Catalogue of Life.